# Дорожные знаки Японии
Дорожные знаки Японии отличаются от стандартов, принятых венской конвенцией о дорожных знаках и сигналах. Внешний вид и стандарты дорожных знаков регулируются инструкцией по дорожным знакам и дорожной разметке, которая была утверждена Министерством строительства (в настоящее время называется Министерством земли, инфраструктуры, транспорта и туризма) и вступила в силу 17 декабря 1960 года.

## История
Несмотря на то, что каменные столбы в качестве указателей присутствовали ещё до периода Мэйдзи, первый единый дизайн дорожных знаков в Японии был установлен в 1922 году. 17 декабря 1960 года вступила в силу инструкция по дорожным знакам и дорожной разметке, устанавливающая внешний вид и стандарты дорожных знаков, в частности размеры, материал и дизайн знаков. Поправки к инструкции, принятые в 1963, 1971 и 1986 годах, вносили существенные изменения в дизайн дорожных знаков.

## Размер и материалы
Инструкция по дорожным знакам и дорожной разметке устанавливает следующие размеры дорожных знаков:
- Сторона предупреждающего знака: 45 см[3]
- Диаметр круглого знака: 60 см[4]
- Сторона треугольного знака: 80 см[4]
- Сторона квадратного знака: 60 см (некоторые 90 см)[5]
- Стороны знаков дополнительной информации: горизонтальная — 40-60 см, вертикальная — более 10 см[6]

В зависимости от скорости и условий движения по дороге размер дорожных знаков может быть увеличен или уменьшен. Для предупреждающих знаков при скорости от 60 км/ч размер может быть увеличен в два раза, при скорости выше 100 км/ч размер может быть увеличен в 2,5 раза. С другой стороны, предписывающие знаки и инструкции могут быть уменьшены в 2 раза.
Материалом для поверхности щита дорожного знака обычно является алюминиевый сплав толщиной 2 мм. Также при производстве щита может использоваться высокоуглеродистая сталь, коррозионностойкая сталь, пластмассы, сотовый заполнитель, полиэтиленовый заполнитель, метакрил и другие материалы. В качестве материала для стойки дорожного знака обычно используются сталь и алюминиевые сплавы. Также на знак могут наноситься специальные светоотражающие материалы.

## Действующие дорожные знаки

### Предупреждающие знаки
Предупреждающие знаки заключены в ромб с жёлтым фоном, чёрными границами и чёрной пиктограммой.
Пересечения

Устанавливается, когда есть перекресток, который трудно увидеть и который требует внимания . Как правило, его следует устанавливать на расстоянии 30–120 м до перекрестка .
- 十-образный перекрёсток
- ├-образный перекрёсток
- ┤-образный перекрёсток
- Т-образный перекрёсток
- Y-образный перекрёсток
- Пересечение с круговым движением

Повороты

Устанавливается за 30 - 200 м перед поворотом. Необходимость установки знака должна быть тщательно продумана с учетом дорожных условий (расчетная скорость, интенсивность движения, наличие или отсутствие аварий и т. д.
- Изгиб вправо
- Изгиб влево
- Поворот направо
- Поворот налево
- Поворот с изгибом вправо
- Поворот с изгибом влево
- Резкий поворот направо
- Резкий поворот налево
- Извилистая дорога вправо
- Извилистая дорога влево

Изменение наклона дороги

Устанавливается за 30 - 200 м до крутого склона ввиду расчетной скорости и величины продольного наклона . Знак « % » на знаке означает, что если вы пройдете 100 м в горизонтальном направлении, вы подниметесь (опуститесь) на определенное количество метров. Например, 5% - это градиент, который увеличивается (уменьшается) на 5 м при движении на 100 м в горизонтальном направлении.
- Крутой подъём
- Крутой спуск

Изменение транспортного потока

Устанавливается за 50 - 200 м, но может быть установлен и за 1 км до вспомогательного знака "расстояние".
- Слияние с дорогой
- Сужение полосы
- Сужение дороги
- Двустороннее движение
- Дорожные работы

Изменение дорожного покрытия

Устанавливается непосредственно перед опасным участком дороги. На ж/д переездах используется знак с новым рисунком поезда, добавленный в 1986 году, но старая модель знака с паровозом так же до сих пор используется.
- Железнодорожный переезд 1
- Железнодорожный переезд 2
- Дети
- Светофорное регулирование
- Скользкая дорога
- Неровная дорога
- Падение камней

Изменение погодных условий, выскакивание животных и прочие опасности
- Боковой ветер
- Дикие животные
- Дикие животные
- Дикие животные
- Дикие животные
- Прочие опасности

Примеры
- Пример комбинации предупреждающих знаков
- Пример использования знака "Дикие животные" с Ямбару-куина

#### Запрещающие знаки
Запрещающие знаки круглой формы с белым фоном, красными границами и синей пиктограммой.
- Дорога закрыта для всех
- Дорога закрыта для автомобилей
- Запрещено въезжать
- Проезд запрещён для транспортных средств, кроме двухколёсных
- Проезд запрещён грузовикам
- Проезд запрещён автобусам
- Проезд запрещён мотоциклам и мопедам
- Проезд запрещён для всех, кроме велосипедов
- Проезд запрещён велосипедам
- Проезд запрещён для двух и более людей на мотоцикле
- Запрещено пересечение транспортных средств
- Запрещён разворот
- Запрещён обгон по встречной полосе
- Запрещено останавливаться
- Запрещено парковаться
- Проезд запрещён для транспортных средств, перевозящих опасные грузы
- Ограничение веса
- Ограничение по высоте
- Ограничение по ширине
- Скоростной лимит
- Ограничение минимальной скорости

#### Знаки обязательного предписания
Знаки обязательного предписания обычно круглой формы с синим фоном и белыми пиктограммами.
- Движение прямо или налево
- Поверните налево
- Не поворачивать
- Поворот налево или направо
- Все направления разрешены
- Держитесь левой стороны
- Ограничение времени парковки
- Движение разрешено только автомобилям
- Движение разрешено только велосипедам
- Движение разрешено только велосипедам и пешеходам
- Движение разрешено только пешеходам
- кольцевая развязка
- Медленнее
- Остановиться

### Информирующие знаки
Существует 85 разновидностей информирующих знаков.
- Муниципалитет
- Префектура 1
- Префектура 2
- Направление съезда1
- Направление съезда2
- Расстояние до съезда
- Направления и расстояния1
- Направления и расстояния2
- Направления и расстояния3
- Направления и расстояния4
- Направления и расстояния5
- Направления и расстояния6
- Направление и полоса движения1
- Направление и полоса движения2
- Уведомление о направлении и ориентации1
- Уведомление о направлении и ориентации2
- Направление и ориентация1
- Направление и ориентация2
- Направление и ориентация3
- Направление и ориентация4
- Направление и ориентация5
- Направление и ориентация6
- Направление и ориентация7